# 布鲁诺·勒梅尔
布鲁诺·勒梅尔（法語：Bruno Le Maire，法語：[bʁy.no lə mɛʁ]，1969年4月15日—）是一名法國政治人物和前外交官，自2017年起擔任法國經濟財政部長。他曾是共和黨員，於2017年離開該黨，並加入「共和國前進！」。勒梅爾於2008年至2009年擔任歐洲事務國務卿，2009年至2012年擔任法國糧食、農業和漁業部長。勒梅爾也是一位作家，他的著作《國家的男人》（Des hommes d'Etat）獲得了2008年的埃德加·富爾獎。

## 獲獎
- 海事功績勳章